# 塔林卡
塔林卡（羅馬化：Talinka）是俄罗斯汉特-曼西自治区的市级镇，为该自治区十月村区第三大聚居地、第二大市级镇。地处汉特-曼西自治区中西部，位于区行政中心十月村东南、自治区首府汉特-曼西斯克西北方。鄂毕河流域延德里河（Ендырь）从该镇北侧不远处流过。附近城市有尼亚甘。
该地2022年人口有3,534人；2010年人口4,121人；2002年人口4,844人。